# What Can Be Done At This Point
What Can Be Done at This Point es el tercer álbum de la mexicana cantante de rock alternativo, Elan.
El álbum fue lanzado en mayo de 2007. El nombre del track, What Can Be Done at This Point, es un tributo al deceso de la tripulación del Space Shuttle Challenger. La canción contiene audio de la transmisión entre Challenger y el control de la misión del día de la tragedia. El track número 6, Don't Want You in, fue el primer sencillo del álbum.

## Lista de canciones
1. The Winning Numbers (6:26)
2. Roll Like Dice (3:19)
3. My Last Sting (3:28)
4. Made Myself Invisible (3:07)
5. This Time Around (3:11)
6. Don't Want You in (4:06)
7. Awake (3:15)
8. I (5:01)
9. What Can Be Done at This Point (4:01)
10. At the Edge of the World (2:34)

## Sencillos
- Don't Want You in
- Made Myself Invisible
- This Time Around